# La Futura
La Futura (исп. искаж. Будущее) — пятнадцатый студийный альбом американской рок-группы ZZ Top, вышедший в 2012 году. Выпущенный группой после девятилетнего перерыва, альбом поднялся в Billboard 200 до шестого места. Альбом также очень высоко был оценен критиками, так, Стивен Томас Эрлевайн сказал, что «La Futura — несомненно лучший альбом группы со времён 1980-х».

## Название
La Futura — это искажённое испанское el futuro (исп. Будущее), слово из спанглиша, диалекта, распространённого с обеих сторон границы США и Мексики. Билли Гиббонс приводит историю появления этого названия в разговоре с продюсером:
Рик сказал мне однажды: «Мне понравилось всё, что вы сделали, в том числе все эти ваши мексиканские названия, что вы вставили». А я сказал: «Что ж Рик, ты привёл нас в будущее». Он глянул на меня и спросил: «Как бы ты сказал „будущее“ на Текс-Мексе?». Я и сказал: «La Futura». Так и получилось — La Futura.
Оригинальный текст (англ.)Rick said to me one day, “I’ve loved everything you’ve done, including all of those Mexican titles you’ve incorporated.’ And I said, ‘Well, Rick, you’ve brought us into the future.’ He looked at me and said, ‘How would you say ‘the future’ in Tex-Mex?’ And I said, ‘La Futura.’ And there it was - La Futura.
Учитывая слабое знание Гиббонсом испанского языка (здесь он перепутал род в испанском языке, присвоив артикль женского рода la слову мужского рода futuro) и традиции свободного словообразования в спанглише, скорее всего слово Гиббонс придумал именно в момент разговора.

## Об альбоме
В апреле 2003 года, ещё до официального релиза предыдущего альбома Mescalero, группа отправилась в тур, и так получилось, что следующие восемь лет ZZ Top в основном провели в гастролях, совершив двенадцать турне разного охвата и продолжительности. В период между студийными альбомами произошло немало событий: группа награждалась различными наградами, выходили её концертные альбомы и альбомы-сборники, переиздавались старые записи. В 2006 году произошло много важных событий. Во-первых, к тому времени истёк срок контракта с RCA Records, под крылом которой группа выпустила четыре альбома. Во-вторых, и возможно это более важно, 17 сентября 2006 года было объявлено о том, что ZZ Top прекратили работу с бессменным с 1969 года менеджером и продюсером группы Биллом Хэмом и его компанией Lone Wolf Management. 7 декабря 2006 года группа подписала контракт с управляющей компанией Sanctuary Artist Management. Усилиями менеджмента 7 февраля 2008 года был подписан контракт с компанией American Recordings и в том же году группа приступила к первым наброскам нового альбома. Для работы над ним ZZ Top и Sanctuary Artist Management сумели привлечь известнейшего продюсера Рика Рубина, с которым, впрочем Гиббонс был знаком уже 25 лет.
Первая сессия в Лос-Анджелесе была по существу ознакомительной: специально для неё ничего не сочинялось и на ней ничего не записывалось. Рик Рубин с несколькими инженерами просто слушал, как группа играет в своё удовольствие и познакомился с двумя другими участниками группы. Затем группа отправилась в турне, потом в ещё одно, после чего приступила к «официальной» сессии записи, уже в Малибу, в студии Shangri La Studios. Рубин, как и обещал, заставил группу напряжённо работать, и за два месяца накопилось около 20 компакт-дисков набросков. Затем продюсер отправил группу обратно в штат Техас, поручив Гиббонсу собрать из набросков что-то более оформленное, и группа записала в своей небольшой студии Foam Box в Хьюстоне несколько треков. Такая процедура (наброски в Малибу — запись в Хьюстоне) повторялась несколько раз. Билли Гиббонс часто отдаёт должное работе Рика Рубина и его терпению, что хоть и затянуло выход альбома, но позволило записать и отобрать нужный материал. В ходе длительной работы было написано больше песен, чем требовалось для альбома, и Гиббонс утверждает, что отбор песен, которые вошли в альбом, производился методом бумажек с названиями, сложенными в шляпу.
При записи альбома основное использованное оборудование составляло древний комбик Marshall и также старый Marshall, совмещённый с последней версией акустической системы. Затем в распоряжении группы был прототип усилителя Magnatone (популярная марка усилителей 1940—1970 годов, как раз в тот момент возрождаемая Тедом Корнблюмом, одним из приятелей Гиббонса), по словам Гиббонса «шкворчащий, просто классный», и «секретное оружие» Blackstar.
8 июня 2011 года увидела свет первая песня альбома «Flying High». Уже 28 июля 2011 года было заявлено о том, что группа закончила работу над записью нового альбома, который на тот момент микшировался и должен был выйти к концу года. Однако, работа над альбомом продолжалась ещё в течение года. 5 июня 2012 года вышел цифровой EP под названием Texicali, доступный лишь в iTunes Store и иных интернет-медиа. Он содержал четыре песни: «I Gotsta Get Paid», «Chartreuse», «Consumption» и «Over You».
Название альбома, обложка и полный трек-лист были опубликованы на официальном сайте ZZ Top 3 августа 2012 года. Сам альбом был выпущен 11 сентября 2012. В пресс-релизе Билли Гиббонс заявил, что «Мы думали долго и трудно о том, каким должен быть этот альбом. Мы хотели вернуть непосредственность нашего раннего творчества, но при этом не отворачиваться от современных технологий. Результат — это сплав прошлого и настоящего, и это, разумеется, La Futura».
Долгожданный альбом взлетел в чартах: в Billboard 200 он вошёл в шестёрку наиболее продаваемых альбомов, в России по данным компании 2М, отслеживающей легальные продажи музыки в стране, он добрался до седьмого места, а по итогам года занял 36-е место в списке самых продаваемых альбомов. Отзывы критиков были очень благожелательны.
Rolling Stone:
Результат — от потрескивающей от перегруза усилителей «I Gotsta Get Paid», хип-хоп трэка хьюстонского DJ DMD с участием Lil’ Keke и Fat Pat, до устремлённых ввысь припевов «Flyin’ High» — доказывает, что эти парни всё ещё крутые, мчащиеся с пылом, юмором, волшебством и удовольствием.
Оригинальный текст (англ.)The results — from a crackling swampification of «I Gotsta Get Paid», a 1990s hip-hop track by Houston’s DJ DMD with Lil’ Keke and Fat Pat, to the soaring choruses of «Flyin’ High» — prove these guys are still bad, speeding along and with warmth, humor, mystery and funk.
Sputnikmusic:
В целом, La Futura — великий альбом просто потому, что ZZ Top всё ещё нравится делать музыку (альбом был необязательным, поскольку они могут до пенсии успешно гастролировать со старым материалом) и они чувствуют себя свежими и живыми после 43 лет.  
Оригинальный текст (англ.)Overall, La Futura is a great album just because ZZ Top still enjoy making music (the album was unnecessary as they can happily tour their old material until they retire) and feels fresh and alive after 43 years
Outlaw Magazine:
La Futura, их пятнадцатый студийный альбом  — острейшая добавка к переполненной драгоценностями дискографии. Можно было ожидать, что они угомонятся после 40 с лишним лет. Увы, нет. С точностью до наоборот. Гитары тяжелее, вокал грубее, мачете острее и в целом, всё трещит так, как лачуга крестьянина под лапой Годзиллы.     
Оригинальный текст (англ.)La Futura, their 15th studio album, is (pardon the pun) a razor-sharp addition to an already overflowing discography of gems. One might have expected them to mellow out after 40+ years. Alas, no. Quite the opposite. The guitars are heavier, the vocals are gruffer, the machetes are sharper, and the whole thing crunches like a villager’s hut under the hooves of Godzilla.
Guitarplanet:
Трёхаккордное буги вернулось, как в каждой строчке, так и в каждом глиссандирующем соло, плавящимся под безжалостным солнцем. У La Futura удивительно потрёпанный, жилистый дух. Группа звучит гладко, но коварно; как вязкий бензин, медленно сочащийся из заржавленной колонки на заброшенной заправке в аризонской пустыне. Весь альбом грубовато мурлычет. Даже в их наиболее душевных и мелодичных песнях («Heartache in Blue»), выветренный голос Гиббонса оставляет истерзанное, несомненно мужское, чувство недосказанности. Звук настолько жирный и едкий, что временами La Futura кажется больше многослойным ворчанием, чем музыкальным произведением.            
Оригинальный текст (англ.)The three-chord boogie is back, as each track, and each sliding solo, swelters beneath a merciless sun. La Futura has a wonderfully seedy and strained mood. The band are smooth, but in an insidious fashion; like syrup slowly dripping from a rusty pump at an abandoned gas station in the Arizona desert. The whole record gruffly purrs. Even at their most soulful and melodious («Heartache in Blue») Gibbons’ weathered croon conveys a tortured, and distinctly masculine, sense of understatement. The sound is so thick and caustic that at times La Futura feels more like a multi-layered growl than a musical composition.
Geeksofdoom:
Если вы когда-то были поклонником ZZ Top, это время ещё раз их послушать. Фирменные гитарные риффы повсюду, юморные ироничные тексты разбросаны по всему альбому, и тот старый добрый плотный ZZ Top-овский ритм тоже тут, лишённый гламура 1980-х. В альбоме вправду есть неплохая мелодичность. Самое худшее, что можно сказать, это то, что одна или две песни может быть немного типичный ZZ Top, но если мы говорим о «типичном» времён расцвета группы, дайте две.           
Оригинальный текст (англ.)If you were ever a fan of ZZ Top it’s time to give them another listen. The signature guitar riffs are all here, the humorous tongue-in-cheek lyrics are scattered throughout the album, and that good ol’ ZZ Top tight rhythm is in place here too, minus all of the glitz from the ’80s. There’s really not a bad tune on the album. The worst that can be said is that one or two of the songs might be a little stock ZZ Top but if you’re talking stock from the band at its prime I’d take that any time.
Помимо прочего, отмечался и звук альбома с технической точки зрения. The Guardian:
На самом деле их 15-й альбом звучал бы потрясающе, даже если бы песни были не на уровне — Гиббонс и сопродюсер Рик Рубин провели отменную работу, заставив звучать группу одновременно и современно, и неподвластно времени, и так неистово, как группа не играла за всю карьеру.
Оригинальный текст (англ.)In fact, their 15th album would sound amazing even if the songs weren’t up to scratch — Gibbons and co-producer Rick Rubin have done a remarkable job in making the band sound both timely and timeless, and fiercer than at any time in their career.
.
Вместе с тем, звучание подверглось и критике: «К сожалению, группа для альбома выбрала известного больного на голову продюсера Рика Рубина. Это повлекло один плохой аспект во всём альбоме. Ужасающий миксинг c избытком дисторшн. Альбом, к сожалению, сложен из кирпичей и звучит с кучей искажений и противных вибраций из динамиков. Местами это напрягает. Я и не ожидал ничего другого от Рубина». Но вместе с тем, обозреватель отмечает, что «Это экстремально тяжёлый (граничащий с металом) блюз-рок, и это прекрасно. Просто будьте осторожнее с сабвуфером».
Критических отзывов было немного. Так, одного из обозревателей не устроили тексты песен: «В „It’s Too Easy Manana“ есть какие-то проблески их старого юмора, но всё остальное слишком напыщенное. Им надо снова писать о тачках и девках». Отмечались также многочисленные ссылки на самих себя, хотя и без негативного оттенка. Так, «I Gotsta Get Paid» отсылает к «Just Got Paid», «Chartreuse» «такая же беспощадная, как „Tush“»; песня «Flyin’ High» в тексте содержит отсылку к песне «I’m Bad, I’m Nationwide» (в тексте звучит фраза «You’re Bad Bad Bad Remission Why», звучащая при произношении и музыкально очень похоже на песню 1979 года), а песня «Have a Little Mercy» в тексте отсылает сразу к двум песням группы: «Manic Mechanic» 1979 года и «Waitin’ for the Bus».

## Список композиций
| №                   | Название                                         | Автор(ы)                                                                       | Длительность |
| ------------------- | ------------------------------------------------ | ------------------------------------------------------------------------------ | ------------ |
| 1.                  | «I Gotsta Get Paid» (кавер «25 Lighters» DJ DMD) | Дори Дорси, Билли Гиббонс, Кайл Вест, Альберт Браун III, Джо Харди, Дж. Л. Мун | 4:03         |
| 2.                  | «Chartreuse»                                     | Гиббонс, Дасти Хилл, Фрэнк Бирд, Мун                                           | 2:57         |
| 3.                  | «Consumption»                                    | Гиббонс                                                                        | 3:47         |
| 4.                  | «Over You»                                       | Гиббонс, Том Хэмбридж                                                          | 4:29         |
| 5.                  | «Heartache in Blue»                              | Гиббонс, Трей Брюс                                                             | 4:09         |
| 6.                  | «I Don’t Wanna Lose, Lose, You»                  | Гиббонс, Хэмбридж                                                              | 4:20         |
| 7.                  | «Flyin’ High»                                    | Гиббонс, Остин Хэнкс, Д. Сарди                                                 | 4:17         |
| 8.                  | «It’s Too Easy Mañana»                           | Дэвид Ролингз, Гиллиан Уэлч; слова также написаны Гиббонсом                    | 4:47         |
| 9.                  | «Big Shiny Nine»                                 | Гиббонс, Харди, Мун                                                            | 3:11         |
| 10.                 | «Have a Little Mercy»                            | Гиббонс                                                                        | 3:18         |
| Общая длительность: | Общая длительность:                              | Общая длительность:                                                            | 39:28        |

| №                   | Название                   | Автор(ы)            | Длительность |
| ------------------- | -------------------------- | ------------------- | ------------ |
| 11.                 | «Threshold of a Breakdown» | Гиббонс, Хэмбридж   | 3:29         |
| 12.                 | «Drive by Lover»           | Гиббонс, Ван Уилкс  | 3:03         |
| Общая длительность: | Общая длительность:        | Общая длительность: | 46:00        |

## Песни
- «I Gotsta Get Paid» — 4:03 (Дори Дорси, Гиббонс, Кайл Вест, Альберт Браун III[англ.], Джо Харди, Гэри Мун)

«I Gotsta Get Paid» (англ. Мне должны заплатить). Глубокая переработка хип-хоп-трека 1998 год «25 Lighters» авторства хьюстонского диджея Дори Дорси, известного также под псевдонимом DJ DMD, и получившая популярность в исполнении с участием диджеев Lil’ Keke и Fat Pat. В переработке, помимо Билли Гиббонса принимали участие хьюстонские хип-хоп музыканты Кайл Вест и Альберт Браун III, звукооператор группы Джо Харди и басист Гэри Мун (оба уже работали над музыкой и текстами группы в предыдущих альбомах). Переработка очень глубокая, это не кавер-версия («Что мы для себя открыли, так это то, что когда артист просто перепевает песню, то это называется „кавер-версия“. Но когда артист начинает изменять её, модифицировать, то после определённого процента изменений это уже называется „производное произведение“ и требует, чтобы новая версия была одобрена автором»), это блюзовый трек. «Там, конечно, есть немного рэпа в лирике, но после чуток фьюжна от ZZ Top, мы имеем просто в хлам блюз-роковую запись». «Идеальное сочетание колючего риффа и надрывно-хриплого вокала Гиббонса делают из открывающей похмельной „I Gotsa Get Paid“ стопроцентный хит, а фанковые гитарные вставки так и вовсе превращают её в форменный шедевр». По словам Гиббонса, гитарное соло — некая дань памяти Лайтнину Хопкинсу. Для записи гитарной партии Гиббонс использовал Gibson SG 1961 года выпуска, проданную ему гитарным коллекционером и экспертом Джорджем Груном. Песня про 25 зажигалок (25 Lighters), в которые мелкие пушеры расфасовывали наркотики, в частности крэк, а название песни буквально переводится как «я должен получить плату» за проданные зажигалки с наркотиком.
Песня не звучит как хип-хоп, как и следовало ожидать, она трансформирована в грязный, ленивый, тяжёлый грув, хрипящие гитара и голос Билли Гиббонса на первом плане. Просто бриллиант!
Оригинальный текст (англ.)It doesn’t sound like hip-hop, naturally — it’s reconfigured as a dirty, lazy, heavy groove, Billy Gibbons’s growling guitar and voice front and centre. It’s simply brilliant
- «Chartreuse» — 2:57 (Гиббонс, Хилл, Бирд, Мун)

«Chartreuse» (англ. Шартрёз). Началом песни послужила песня Гиллиан Уэлч под названием «It’s Too Easy», которую Гиббонс собирался сыграть в его сайд-проекте с группой The Black Keys. Группа начала работу над песней, и с большим трудом за несколько часов сочинила один куплет, затем ещё за несколько — вторую часть, где должно было быть соло, но при этом участники «забыли первую часть». Группа прервалась на несколько часов, и затем вернулась в студию. Гиббонс вспоминал: «Я сказал, вместо того, чтобы снова грузиться этим крепким орешком, Фрэнк, дай мне просто шаффл. Дай мне хороший блюзовый шаффл, техасский бэкбит». Когда он заиграл, а я начал играть гитарные риффы, оживился Дасти. «Это звучит немного похоже на „Tush“, сказал он. — Я так могу. Какая тональность?». А я сказал: «До мажор. Давай, вливайся!». Группа записала лишь 90 секунд, но записывавший Гэри Мун увидел большой потенциал, и затем группа дорабатывала песню в последующие дни. Он же придумал название песни, а ZZ Top уже сочинили исходя из этого текст, который был навеян открытием для себя этого напитка во время гастролей во Франции. Гитарное соло (к удивлению Гиббонса оказавшееся к моменту окончательной записи в двух тональностях) также, как и в предыдущей песне, сыграно на Gibson SG. Большинство обозревателей находят явное сходство этой песни с песней «Tush»: «открытка, отправленная в прошлое», «сильнейший трек, звучащий как дань к их „Tush“ 1975 года, с небольшими бонусами», «органично сочетающийся с дискографией группы „Chartreuse“ — мясистый трек, подходящий для любого beer-b-que».
Именно с этого момента мы должны отметить, что всё звучит так, как должна звучать правильная запись ZZ Top. Наполненные фуззом жалящие гитары, ритм-секция, скинувшая цифровые канадалы, звучит живо и свободно, а голос Билли Гиббонса, поистаскавшийся за годы, очень хорош.
Оригинальный текст (англ.)It’s at this point we should mention that everything sounds right for a ZZ Top record. The guitars are fuzzy and stinging, the rhythm section sounds loose and freed from digital shackles, and Billy Gibbons’ voice wears the years very well.

- «Consumption» — 3:47 (Гиббонс)

«Consumption» (англ. Приём внутрь). Песня увидела свет второй из альбома, будучи выпущенной трейлером к EP Texicali и весьма обнадёжила поклонников группы. «„Consumption“ сулит неплохие вещи в будущем: грув жирный, хрусткий и полный куража. У барабанов Фрэнка Бёрда очень броский, отвязный звук, тон ритм-гитары Билли Гиббонса раскалён добела, из-под его острых искусственных флажолетов сочится кровь, а его слайд-гитара шаловливая и сумасшедшая…Это ZZ Top заводят свежий, полный жизни, придорожный блюз» «Фрэнк Бирд без устали и беспощадно молотит по тарелкам, в то время как Гиббонс выстреливает короткими аккордами, а Рик Рубин привнёс немного креативных, усиливающих динамику монтажных эффектов, которые хорошо бы повторить в живом исполнении». Билли Гиббонс отметил, что на записи песни группа играла вживую, но продюсер и инженеры поработали над песней, в результате чего она приобрела прикольные «старт-стоп» эффекты, но если их выбросить, то в итоге будет «типичный ZZ Top-шаффл». По его словам, корни песни в немалой степени находятся в хите «La Grange», при записи использовался Fender Esquire 1954 года выпуска, очень похожий на тот, что использовался при записи «La Grange». Текст песни — об алкоголе, на тему «ещё одна бутылочка сделает меня тем, кем я хочу».
Во время прослушивания «Consumption» легко угадывается знак, что нас ждут хорошие вещи в следующем альбоме группы. Если судить по звуку песни, она явно обозначает крутой разворот к их ранним дням, возможно с большими блюзовыми корнями, чем большая часть их творчества последних двух десятилетий. 
Оригинальный текст (англ.)In listening to ‘Consumption’, the song could easily be considered be a sign of good things to come from the group’s next record. Judging by the sound of the song, it marks a sharp return to their early days, arguably owing more to their bluesy roots than much of their other output over the past two decades.

- «Over You» — 4:29 (Гиббонс, Хэмбридж[англ.])

«Over You» (англ. Забыть тебя). «Любовная баллада», «R&B-баллада» «угрюмый блюз», звучащий «сыро, грязно и нагло» и под который «полагается под утро плакать на барной стойке». Этот блюз является плодом сотрудничества Гиббонса со своим другом Томом Хэмбриджем. Песня построена на гитарном арпеджио, исполняемым в соответствии со сменяющимися аккордами, с фортепиано, которое повторяет гитарное арпеджио, но в другом обращении. Гиббонс, с помощью инженеров, сыграл в песне партию фортепиано, записывая по очереди отдельные аккорды. Как сказал Гиббонс, на музыку и слова песни повлиял мрачный вид из окна во время работы на Мемфис, в котором разразился небывалый шторм. «Мы представляли себе потерявшего всё парня, он сидит на скамейке в парке, он потерял свою девушку, никто не парится из-за него, но у него есть ещё присутствие духа отдать себе отчёт в том, что „Это плохо, но я должен с этим справиться“». Вокал Гиббонса в этой песне часто сравнивают с другими исполнителями. «Вокал Гиббонса хриплый в духе Тома Уэйтса. Так мы мог спеть Отис Реддинг, если бы прополоскал горло смесью бритвенных лезвий и бензина». «Мрачнее, чем можно ожидать, что-то в духе Тома Уэйтса/Боба Дилана». Один из обозревателей находит, что этот блюз похож на песню «Tuesday’s Gone» группы Lynyrd Skynyrd.
С типичной ультра-медленной гитарой, хриплым голосом и вынимающим сердце текстом, песня идеально подходит для любого сентиментального байкера, который хочет показать свою любовь, но при этом не прослыть слабаком.
Оригинальный текст (англ.)With the typical ultra-slow guitar, husky singing and heart-pulling lyrics, it’s pretty much perfect for any soppy biker trying to show their love without coming across as a wimp.

- «Heartache in Blue» — 4:09 (Гиббонс, Трей Брюс[англ.])

«Heartache in Blue» (англ. Тоска в стиле блюз). Традиционный 12-тактовый блюз, «пожалуй, что наиболее самая что ни на есть блюзовая песня в альбоме». Эта песня, называемая Гиббонсом в числе любимых в альбоме, написана в Нэшвилле в соавторстве с ещё одним своим другом по имени Трей Брюс. Когда они вместе были в студии, Гиббонс предложил «немного пошуметь». То, что планировалось на несколько часов, растянулось на несколько дней, и в результате была записана «Heartache in Blue». Губная гармошка была записана с первого дубля сессионным музыкантом (и другом) Гиббонса Джеймсом Харманом. На этой песне Гиббонс играет на гитаре Gretsch Billy-Bo. В песне отмечаются сочетание гармоники и гитары («Гиббонс работает вокруг гармоники Джеймса Хармана и так делает одну из лучших вещей», «блюзовый трек, в котором гармоника и гитара борются за внимание») и бэк-вокал Дасти Хилла («гармонический вокал Дасти Хилла в „Heartache in Blue“ только подчёркивает преступное недоиспользование басиста в остальном альбоме»). Блюз о «сладкой-сладкой» девушке, которая оставила героя песни в «блюзовой тоске».
Так же [как на «Over You»], а возможно и лучше, грязная, напористая гитара и блюзовая гармоника на Heartache in Blue, которая просто взлетает с крутыми хуками, горько-сладким припевом и слоёным вокалом. Это ещё одна сногсшибательная вещь в альбоме и вы должны кайфануть от партии гармошки.
Оригинальный текст (англ.)Likewise, and perhaps better, is the gritty, gutsy guitar and harmonica blues of Heartache in Blue, which just soars with cute hooks, a bittersweet chorus and layered vocals. It’s another of the album’s dazzlers and you have to dig the harmonica moments. 

- «I Don’t Wanna Lose, Lose You» — 4:20 (Гиббонс, Хэмбридж).

«I Don’t Wanna Lose, Lose You» (англ. Я не хочу потерять, потерять тебя). Песня в большей степени, чем предыдущие треки, прямолинейна и ориентирована на стандартный рок, «совершенный образец того типа песен, которыми ZZ Top и известны, зажигательная и легко запоминающаяся». Было высказано даже такое мнение, как «„I Don’t Wanna Lose, Lose You“ вообще неплохая песня, но она попадает в категорию стандартных для ZZ Top песен, и кажется, что группе просто надо было записать ещё одну песню чтобы закончить альбом, что они и сделали за полчаса». Вторая песня, сочинённая Гиббонсом в соавторстве с Томом Хэмбриджем. На последние две недели записи из Малибу приехал Рик Рубин, но он не хотел включать эту песню в окончательный трек-лист альбома; хотя она ему нравилась, но он считал, что в ней что-то не то. Гиббонс вспоминал, что они проигрывали и проигрывали набросок, а затем ему пришли в голову строки припева. Гиббонс немедленно переписал весь текст песни, и в таком виде она вошла в альбом. По словам Гиббонса, на соло в этой песне его вдохновил разговор с Кит Ричардсом и две песни «Start Me Up» из альбома The Rolling Stones 1981 года и «Take It So Hard» из сольного альбома Кита Ричардса 1988 года. Текст песни — любовная лирика, соответствующая названию.
«I Don’t Wanna Lose, Lose You» могла бы быть отшлифована в духе Eliminator, но всё же пусть лучше остаётся неполированной.       
Оригинальный текст (англ.)«I Don’t Wanna Lose, Lose You» could have been buffed up for Eliminator, but is all the better for being unpolished

- «Flyin’ High» — 4:17 (Гиббонс, Остин Хэнкс, Дэйв Сарди[англ.])

«Flyin’ High» (англ. Летая высоко). Более мейнстримная, чем прочие треки в альбоме, стадионный рок с «летящим припевом согласно названию, песня, которую группа занесла из 80-х, что может некоторых отпугнуть». «„Flying High“, с фирменным и безошибочным ZZ Top-звуком, но с лёгким оттенком почти кантри, с прелестным, элегантным и раздражающе непоколебимым припевом» Самая первая песня из альбома, которая стала доступна для прослушивания, и впервые она прозвучала в космосе, во время полёта космического корабля Союз ТМА-02М к МКС в июне 2011 года. В этом полёте принимал участие Майк Фоссум, друг Дасти Хилла. Когда ему в НАСА разрешили взять на борт iPod, он сказал Хиллу, что хотел бы взять на орбиту что-нибудь новенькое из ZZ Top. У Гиббонса имелся набросок песни, которую он сочинил со своим приятелем Остином Хэнксом; Гиббонс поменял слова припева и группа записала песню. Первая версия песни отличается от версии, вошедшей в альбом. Над альбомной версией работал ещё композитор и продюсер Дэйв Сарди. Кроме того, в распространённых версиях гитарное соло (сыгранное на знаменитой Pearly Gates, гитаре Gibson Les Paul 1959 года) затухает, а в версии, отправленной на орбиту песня резко обрывается, и слушатель слышит разговор двух русских космонавтов. Гиббонс вспоминал, что однажды его спросили, что говорят русские. «Я не говорю по-русски, так что я воспользовался переводчиком, и оказывается один из космонавтов спрашивает другого: „Какого хрена я снял этот шлем?“».
«Flying High’» немного сбивается вдаль от Техаса в пользу солнечного и несколько высокопарного калифорнийского поп-рока.     
Оригинальный текст (англ.)«Flying High’» strays a bit too far from Texas in favor of sunny and somewhat stilted California pop-rock.

- «It’s Too Easy Mañana» — 4:47 (Дэвид Ролингз, Гиллиан Уэлч, Гиббонс)

«It’s Too Easy Mañana» (англ. Очень простое завтра). По настоянию Гиббонса группа вернулась к работе над песней «It’s Too Easy» Гиллиан Уэлч, в результате которой неожиданно появилась песня «Chartreuse». Группа поменяла несколько слов в песне, и в конечном итоге завершила обработку в своём стиле, но результат их совершенно не удовлетворил, они были более чем уверены, что песня не войдёт в трек-лист. Однако она неожиданно для ZZ Top понравилась Рику Рубину. По словам Гиббонса, окончательно их убедила реакция детей Фрэнка Бирда, которые выпросили послушать альбом, и когда Бирд пытался перекрутить песню, они заявили, что это их любимый трек. «Мрачный, вязкий» блюз, «горькая песня в медленном темпе», которая «перемещает обратно на территорию блюза, и сочетает это с потрясающим вокальным исполнением Гиббонса (оплакивающим былую простоту достичь хорошего настроения) и местами по-настоящему чарующей гитарой, что сочится с высоким классом». Исполнение Гиббонса отмечается и другими обозревателями: «…хриплый голос Гиббонса подходит к песне, как перчатка. Чем он старше, тем его голос становится грубее и лучше». Один из обозревателей находит в песне оттенок медленного блюграсс-буги и нередко утверждается, что эта песня — возможно самый сильный трек альбома. Одним из обозревателей отмечается сходство песни с песней «Effigy» группы Creedence Clearwater Revival. Текст песни от имени мужчины, который наслаждается жизнью и не заботится о завтрашнем дне, предпочитая жить сегодняшним, с женщинами и виски.
…тягучий блюз «It’s Too Easy Mañana», практически в духе «Vincent Price Blues» — под этот трек требуется налить себе чего-нибудь покрепче, надвинуть ковбойский «капелюх» на глаза, и закурить крепкую и крайне вонючую сигару.
- «Big Shiny Nine» — 3:11 (Гиббонс, Харди, Мун)

«Big Shiny Nine» (англ. Большая блестящая девятка). «Классическая для ZZ Top песня», «тарахтящая заводная запись, которая время от времени стреляет фирменными ZZ Top-риффами». Очередная песня ZZ Top с явным сексуальным подтекстом. Гиббонс вспоминал «Когда я принёс наброски, Фрэнк и Дасти занервничали. Они заявили: „Ну-ну, мы так-то знаем о чём ты тут плетёшь“. Я ответил: „Не, мы из Техаса. Это о…9-миллиметровом пистолете“». Действительно, по тексту песни «Большая чёрная блестящая девятка» можно отнести и к афроамериканке (а «девятку» очевидно как составную часть позы «69»), так и к девятимиллиметровому пистолету.
И разумеется, что за работа ZZ Top без старых добрых двусмысленностей. На этот раз, это «Big Shiny Nine» и она о пистолете. Я думаю. И подмигиваю.
Оригинальный текст (англ.)And of course, what’s a ZZ Top record without a good ol’ double entendre? This time around, it’s «Big Shiny Nine’» and it’s about a gun. I think. Wink and a nod.

- «Have a Little Mercy» — 3:18 (Гиббонс)

«Have a Little Mercy» (англ. Прояви немного милосердия). Стандартная для группы песня, исполненная «почти в стиле джем-сейшна». Говоря о песне, Гиббонс сказал, что они хотели сделать «Rock Me Baby», известный стандарт Би Би Кинга, однако не хотели ограничиться кавер-версией, а сделать что-то новое. Сначала всё ограничилось новыми аранжировками, затем появилась музыка, и только потом текст. Название песни (и строчка в песне) перекликается с известным хитом Marvin & Johnny 1950-х: «Have Mercy, Miss Percy».
Если «Have a Little Mercy» и не удаётся так же взорвать конец альбома, как «Gotsta Get Paid» взрывает в начале, это небольшая жертва. Она всё равно хороша, а сам альбом великолепен.
Оригинальный текст (англ.)If «Have a Little Mercy» fails to end the album in as explosive fashion as «Gotsta Get Paid» starts it, then this is a small price to pay. It’s still good and the album itself is great.

## Бонусы
- «Threshold of a Breakdown» — 3:29 (Гиббонс, Хэмбридж)

«Threshold of a Breakdown» (англ. На пороге разрушения)
- «Drive by Lover» — 3:03 (Гиббонс, Ван Уилкс)

«Drive by Lover» (англ. Дорожная любовница)

## Участники записи
- Билли Гиббонс — вокал, гитара, фортепиано
- Дасти Хилл — бас-гитара, вокал на «Drive By Lover»
- Фрэнк Бирд — ударные
- Джеймс Харман — гармоника
- Дэйв Сарди, Джо Харди — фортепиано, Hammond B3

## Позиции в хит-парадах
Еженедельные чарты:
| Год       | Чарт                                | Высшая позиция | Пребывание в чарте |
| --------- | ----------------------------------- | -------------- | ------------------ |
| 2012—2013 | Австрия (Ö3 Austria)                | 7              | 9 недель           |
| 2012—2013 | Бельгия/Валлония (Ultratop)         | 9              | 20 недель          |
| 2012—2013 | Бельгия/Фландрия (Ultratop)         | 28             | 1 неделя           |
| 2012—2013 | Великобритания (UK Albums Chart)    | 29             | 3 недели           |
| 2012—2013 | Германия (Offizielle Top 100)       | 5              | 13 недель          |
| 2012—2013 | Дания (Hitlisten)                   | 14             | 3 недели           |
| 2012—2013 | Испания (PROMUSICAE)                | 62             | 6 недель           |
| 2012—2013 | Италия (Classifica album)           | 45             | 1 неделя           |
| 2012—2013 | Канада (Canadian Albums Chart)      | 7              | 2 недели           |
| 2012—2013 | Нидерланды (Album Top 100)          | 46             | 7 недель           |
| 2012—2013 | Норвегия (VG-lista)                 | 7              | 7 недель           |
| 2012—2013 | США (Billboard 200)                 | 6              | 8 недель           |
| 2012—2013 | Финляндия (Suomen virallinen lista) | 4              | 14 недель          |
| 2012—2013 | Франция (SNEP)                      | 13             | 12 недель          |
| 2012—2013 | Швейцария (Schweizer Hitparade)     | 4              | 11 недель          |
| 2012—2013 | Швеция (Sverigetopplistan)          | 11             | 11 недель          |